# Joe Lycett
Joe Harry Lycett (Birmingham, 1988), também conhecido pelo apelido autointitulado "Mummy" e oficialmente renomeado brevemente como Hugo Boss em 2020, é um comediante, apresentador de televisão e pintor britânico. Ele apareceu em muitos programas de TV, incluindo Live at the Apollo, Taskmaster, Never Mind the Buzzcocks, 8 Out of 10 Cats, QI, como locutor no programa Epic Win, do canal Saturday BBC One, narrador do Ibiza Weekender e apresentador do The Great British Sewing Bee, da BBC Two, e do Joe Lycett's Got Your Back e Travel Man, do Channel 4. Ele também é reconhecido como um dos homens queer ou pansexuais mais famosos da Grã-Bretanha e participou da defesa da comunidade LGBTQ em muitas ocasiões.

## Primeiros anos e educação
Joe Harry Lycett  nasceu em 1988 em Hall Green, Birmingham, filho de David Lycett e Helen née Scholey, e cresceu em Solihull. Sua família paterna Lycett veio de Staffordshire, enquanto a família Wilkinson de sua avó veio de East Midlands sendo parente distante dos baronetes de Wilkinson.
Depois de frequentar a King Edward VI Five Ways Grammar School, Lycett estudou teatro e inglês na Universidade de Manchester, graduando-se como Bacharel of Arts.

## Carreira

### No stand-up
Lycett começou a fazer stand-up em 2009 e ganhou o prêmio Chortle Student Comedian of the Year no mesmo ano.
No início de sua carreira como comediante de 22 anos, Lycett apareceu no palco ao lado de Jim Davidson, que é conhecido por suas piadas ofensivas, que foram descritas como racistas e homofóbicas, e Lycett reclamou do uso de Davidson do insulto racial "chink" em uma de suas piadas (que Davidson posteriormente removeu). Os dois se tornaram amigos enquanto viajavam juntos em turnê (com a única reclamação de Davidson para Lycett sendo que ele xingava demais). "As visões [de Jim Davidson] sobre raça são incrivelmente equivocadas, mas ele é muito educado sobre isso. Ele leu o Alcorão e, em um ponto, me contou em detalhes sobre as origens do rastafarianismo", disse Lycett ao Birmingham Mail em 2011.
Em 2015, enquanto se apresentava em Iorque, Lycett recebeu uma multa por estacionar ilegalmente em um ponto de táxi. A correspondência entre ele e o Conselho Municipal de York foi recontada como uma anedota no programa 8 Out of 10 Cats Does Countdown e, mais tarde, tornou-se a base para uma de suas rotinas de stand-up mais conhecidas.
Em junho de 2022, um membro da plateia de um show em Belfast ligou para a PSNI para reclamar de uma piada que fazia referência a um burro. Lycett lamentou estar sendo investigado pela polícia por causa de uma piada, mas ficou feliz em relatar sua satisfação em repetir a piada, que ele considerava uma das melhores, em suas mensagens à polícia. A investigação foi posteriormente encerrada.

### No audiovisual
Lycett apareceu na televisão em Live at the Apollo, 8 Out of 10 Cats, 8 Out of 10 Cats Does Countdown, Celebrity Juice, Never Mind the Buzzcocks, Spicks and Specks, Would I Lie to You?, Insert Name Here, Virtually Famous e Two Pints of Lager and a Packet of Crisps, e foi um painelista regular no programa Dirty Digest da E4 . Ele coescreveu a narração nos programas The Magaluf Weekender e Ibiza Weekender da ITV2. Lycett apareceu em Alan Davies: As Yet Untitled Christmas Special com Jason Manford, Rev Richard Coles e Jo Joyner. Lycett estrelou como um dos concorrentes na quarta temporada de Taskmaster com Mel Giedroyc, Hugh Dennis, Lolly Adefope e Noel Fielding e fez várias aparições especiais no Sunday Brunch na ausência de um dos apresentadores regulares.
Em 12 de fevereiro de 2019, Joe Lycett assumiu como o novo apresentador  na quinta temporada do The Great British Sewing Bee da BBC Two.
Lycett começou a apresentar seu programa para o consumidor Joe Lycett's Got Your Back, que foi rotulado como um "cão de guarda sexy" em 2019 com a ajuda de vários convidados e Mark Silcox. O programa enfrenta grandes corporações, como companhias aéreas e bancos, para fornecer justiça aos consumidores com um toque humorístico. A série foi renovada para uma segunda temporada. Lycett descreve o programa como "um cruzamento entre Rogue Traders e RuPaul's Drag Race".
Desde que assumiu o lugar de Richard Ayoade em 2021, Lycett apresentou Travel Man no Canal 4, Desde December 2024.
Em 4 de setembro de 2022, Lycett apareceu como palestrante na edição de estreia do Sunday with Laura Kuenssberg. O programa apresentou uma entrevista com Liz Truss, que na época era considerada altamente provável de vencer, o que ela fez mais tarde, a eleição de liderança do Partido Conservador de julho a setembro de 2022 e, portanto, se tornar primeira-ministra. A crise do custo de vida, causada em parte pelas altas contas de energia, era uma questão significativa atual. Truss havia dado poucas entrevistas desde o início da campanha eleitoral para eleger o líder do Partido Conservador. No programa, Truss se esforçou para dar garantias. Quando questionado sobre o comentário de Kuenssberg, Lycett disse com uma entrega impassível que ele era "muito de direita" e que adorou a clareza e ficou tranquilo com as declarações de Truss sobre as medidas propostas para lidar com a crise. Usando a apófase, ele sugeriu que não diria que, da escória, Truss era a "revolta dos parlamentares disponíveis". Isso foi recebido com incredulidade por Kuenssberg e risadinhas de outros convidados. De forma semelhante, Lycett continuou afirmando que Truss estava certo em ignorar as previsões severas dos economistas. Vários dias depois, o parlamentar Steve Brine perguntou ao diretor-geral da BBC, Tim Davie, sobre "o débacle de Joe Lycett", quando Davie compareceu ao Comitê Parlamentar Seleto de Digital, Cultura, Mídia e Esporte.
Em março de 2023, Lycett começou a apresentar o programa de variedades de comédia Late Night Lycett, que inclui breves entrevistas com convidados famosos e segmentos de comédia. Um segmento de comédia inclui uma celebridade cuidando da loja de esquina local de Lycett em Kings Heath porque o proprietário está na plateia do estúdio com Lycett cruzando ao vivo para a celebridade na loja para conversar com eles sobre como as coisas estão indo ou perguntando aos convidados se há algo que eles querem da loja. Também houve um segmento recorrente que, como parte do esquema de Lycett para contratar estagiários sem experiência anterior, Linda Biscuits, interpretada por Chilli, o labrador, é mostrada aparecendo com a equipe de produção. Linda é mostrada operando uma câmera enquanto a visão de gatos brincando em um campo aparece na transmissão ao vivo do programa, além de ser mostrada urinando no set ao lado do palco onde Lycett está falando com os convidados.

### No rádio e em podcasts

Lycett fez participação na BBC Radio 1.

No rádio, Lycett foi convidado nos programas de Scott Mills, Greg James e Nick Grimshaw na BBC Radio 1 e no programa de Richard Bacon na BBC Radio 5 Live. Em agosto de 2011, ele escreveu e apresentou o conto "Spooky and the Van", que foi transmitido no slot Afternoon Reading na BBC Radio 4. Em agosto de 2013, ele fez sua estreia no Just a Minute na BBC Radio 4. Em setembro de 2016, ele assumiu o lugar de Miles Jupp como apresentador do It's Not What You Know, também na BBC Radio 4. Lycett era conhecido como "o cão de notícias residente" no programa de rádio XFM de Josh Widdicombe, que era transmitido nas manhãs de sábado (e mais tarde no domingo).
Além de suas aparições em várias estações de rádio, Lycett apareceu como convidado em vários podcasts, incluindo My Dad Wrote a Porno, SoundCheck Podcast, The Comedian's Comedian with Stuart Goldsmith, e Richard Herring's Leicester Square Theatre Podcast.
No final de novembro de 2023, Lycett lançou um podcast "falso", Turdcast, sobre "celebridades falando merda" e gravou um episódio com Gary Lineker. Ele montou um banheiro inflável apelidado de "Turdis" no Royal Albert Dock de Liverpool para o lançamento, embora este tenha sido cancelado aparentemente "devido a um problema técnico", com os supostos resíduos do banheiro vazando no Mersey . Lycett mais tarde divulgou uma declaração revelando que "era esgoto falso, de um banheiro falso, para promover um podcast falso". Ele criticou as empresas de água na Inglaterra por descartarem "bilhões de litros de esgoto real" em corpos d'água e anunciou um especial de uma hora no Channel 4, Joe Lycett vs Poo (mais tarde renomeado Joe Lycett vs Sewage ), sobre as empresas de água.

## Outras atividades

### Na pintura
Lycett também é um pintor autodidata e teve suas obras de arte expostas. Em 2018, uma escultura sua, CHRIS, foi aceita pela Royal Academy e listada para venda por valer 12,5 milhões de libras esterlinas. CHRIS ainda está à venda no site de Lycett pelo mesmo preço pedido.

### Mudança de nome
Em fevereiro de 2020, em resposta a uma disputa legal entre a empresa de moda Hugo Boss e a Boss Brewing, sediada em Swansea, ele mudou seu nome por escritura pública de "Joe Lycett" para "Hugo Boss". Ele disse que estava chamando a atenção para o uso da empresa de ações legais e cartas de cessação e desistência relacionadas a supostas violações de direitos autorais contra várias pequenas empresas, incluindo a Boss Brewing, pelo uso da palavra Boss. Na segunda temporada de Joe Lycett's Got Your Back, o comediante lançou um desfile de moda falso comemorando o lançamento de uma munhequeira com o nome Hugo Boss do lado de fora da loja principal da empresa de moda com o mesmo nome na Regent Street, em Londres. Lycett afirma que Hugo Boss, a empresa, relatou o incidente à Polícia Metropolitana. Em abril de 2020, ele mudou seu nome de volta para Joe Lycett.

### Controvérsia no Catar
Em 13 de novembro de 2022, Lycett lançou um vídeo criticando David Beckham por seu acordo de patrocínio multimilionário promovendo a Copa do Mundo FIFA de 2022 no Catar devido à posição do estado do Golfo sobre os direitos LGBT. No vídeo, ele disse que doaria 10 mil libras esterlinas para instituições de caridade que apoiam pessoas queer no futebol se Beckham desistisse do acordo. Se Beckham não desistisse do acordo, ele prometeu destruir o dinheiro durante uma transmissão ao vivo em 20 de novembro, pouco antes da cerimônia de abertura da Copa do Mundo. Em 20 de novembro, Beckham não havia desistido do acordo, então Lycett fez uma transmissão ao vivo parecendo destruir o dinheiro no site www.benderslikebeckham.com. No dia seguinte, Lycett revelou que havia falsificado a destruição e já havia doado 10 mil libras esterlinas para instituições de caridade LGBTQ+.
Em dezembro de 2022, tendo como pano de fundo suas críticas ao acordo de patrocínio de David Beckham, o tabloide The Sun publicou um artigo detalhando o fato de que Lycett havia se apresentado anteriormente em Doha, no Catar, em 2015. O jornal sugeriu que Lycett havia se envolvido em "hipocrisia" ao se apresentar no Catar. Lycett respondeu no Twitter, admitindo que aceitou uma taxa para se apresentar em Doha, acrescentando que não "tem a perfeita visão retrospectiva e a moral imaculada de, para escolher um exemplo completamente aleatório, o jornal The Sun ".

### Filantropia
Após comentários no início de novembro de 2023 da então Secretária do Interior, Suella Braverman, de que a falta de moradia era uma "escolha de estilo de vida", Lycett usou uma imagem de estoque de pot-pourri para arrecadar mais de 50 mil libras esterlinas para a instituição de caridade para pessoas sem-teto Crisis.

## Prêmios e honrarias
Lycett foi descrito como um dos comediantes mais populares da Grã-Bretanha.
Em 2009, Lycett recebeu o prêmio Chortle Student Comedian of the Year e também foi o vencedor do Bath New Act Competition. Também em 2009, ele foi vice-campeão no prêmio Laughing Horse New Act of the Year.
Em outubro de 2023, Lycett ganhou o prêmio de comédia no Virgin Atlantic Attitude Awards de 2023. Em março de 2024, Lycett recebeu o prêmio BAFTA Television por seu talk show noturno, Late Night Lycett.

## Vida pessoal
Lycett frequentemente se refere à sua bissexualidade e pansexualidade como parte de suas rotinas de stand-up. Em 2021, Lycett foi descrito pela revista Unicorn como "provavelmente o homem pansexual de maior destaque na Grã-Bretanha hoje". Em uma entrevista de 2015 para a revista Attitude, ele descreveu como ser bissexual "apresenta seus próprios desafios", quando as pessoas não têm "nenhuma caixa para colocá-lo", acrescentando "isso significa apenas que você gosta de pessoas de todos os gêneros".
Em uma entrevista de outubro de 2024 com a drag queen Bimini Bon-Boulash, Lycett revelou que tinha uma namorada, a quem ele se refere usando o pseudônimo "Denise" para "mantê-la longe dos olhos do público". Em outubro de 2024, Lycett anunciou o nascimento de seu primeiro filho com "Denise" no Hospital Feminino de Birmingham.
Lycett também falou abertamente sobre suas lutas com sua saúde mental. Ele é conhecido por sofrer de ansiedade e ataques de pânico.
Lycett mora em Birmingham e é dono de um apartamento em Peckham, no sul de Londres. Em maio de 2019, Lycett providenciou para que a prefeita de Birmingham, Cllr Yvonne Mosquito, inaugurasse oficialmente a reforma de sua cozinha. A princípio, ela recusou, pois não era um evento público, mas depois que Lycett sorteou quatro ingressos para o evento para o público, ela concordou em comparecer.
Lycett é torcedor do West Bromwich Albion FC desde 2012.
Ele às vezes se refere a si mesmo pelo apelido de "Mamãe".

## Filmografia

### Televisão
| Ano           | Título                                   | Papel                               | Notas |
| ------------- | ---------------------------------------- | ----------------------------------- | --- |
| 2010          | Laughter Shock                           | Ele mesmo                           | filme |
| 2011          | Epic Win                                 | Ele mesmo                           | agosto – setembro 2011                                                                                    |
| 2011          | Dirty Digest                             | Ele mesmo                           | novembro de 2011                                                                                          |
| 2012          | 8 Out of 10 Cats                         | Ele mesmo                           | Temporada 14                                                                                              |
| 2012          | Celebrity Deal Or No Deal                | Ele mesmo                           | Apareceu nos bastidos do jogo de Sarah Millican                                                           |
| 2012          | Celebrity Juice                          | Ele mesmo                           | Temporada 8                                                                                               |
| 2012–2014     | Never Mind the Buzzcocks                 | Ele mesmo                           | Temporada 26 (2012), Temporada 28 (2014)                                                                  |
| 2014–2015     | Virtually Famous                         | Ele mesmo                           | Temporada 1 (2014), Temporada 2 (2015)                                                                    |
| 2014–2016     | Live at the Apollo                       | Ele mesmo                           | Temporada 10 (2014), Temporada 12 (2016)                                                                  |
| 2014–2017     | 8 Out of 10 Cats Does Countdown          | Ele mesmo                           | |
| 2015          | Alan Davies: As Yet Untitled             | Ele mesmo                           | Temporada 3 (2015)                                                                                        |
| 2015–2020     | Would I Lie To You?                      | Ele mesmo                           | Temporada 9 (2015), Temporada 11 (2018), Temporada 14 (2020)                                              |
| 2016          | Insert Name Here                         | Ele mesmo                           | Temporada 1 (2016)                                                                                        |
| 2016          | Countdown                                | Ele mesmo (Dictionary corner guest) | Temporada 75 (2016)                                                                                       |
| 2017          | Taskmaster                               | Ele mesmo                           | Temporada 4 (2017)                                                                                        |
| 2017–presente | QI                                       | Ele mesmo                           | Temporada O (1 episódio), Temporada P (2 episódios), Temporada Q (2 episódios), Temporada R (2 episódios) |
| 2018          | Roast Battle                             | Ele mesmo                           | Temporada 1 (2018)                                                                                        |
| 2018          | The Time It Takes                        | Ele mesmo                           | Temporada 1 (2018)                                                                                        |
| 2019–2021     | The Great British Sewing Bee             | Ele mesmo                           | Temporada 5 – Temporada 7                                                                                 |
| 2019–presente | Joe Lycett's Got Your Back               | Apresentador                        | Temporada 1 (2019), Temporada 2 (2020), Temporada 3 (2021)                                                |
| 2019, 2020    | The Big Fat Quiz                         | Ele mesmo                           | Grande Teste de Tudo (2019 edição especial), Grande Teste da Década (2020)                                |
| 2020          | Dragon's Den                             | Apresentador                        | Dragons' Den: os melhores argumentos de todos os tempos: as invenções, Ep1 - 6                            |
| 2021          | Birdgirl                                 | Graham                              | Dublagem                                                                                                  |
| 2021          | Have I Got News for You                  | Ele mesmo (jurado)                  | Temporada 61, Episódio 4 (30 de abril de 2021)                                                            |
| 2021          | Joe Lycett vs the Oil Giant              | Ele mesmo (Apresentador)            | Exibição: 24 de outubro de 2021                                                                           |
| 2021–presente | Travel Man                               | Ele mesmo (Apresentador)            | SubstituiuRichard Ayoade como apresentador da Temporada 10                                                |
| 2022          | Joe Lycett's Big Pride Party             | Ele mesmo (Apresentador)            | Exibição: 3 de julho de 2022                                                                              |
| 2022          | Joe Lycett: Summer Exhibitionist         | Ele mesmo (Apresentador)            | Exibição: 23 de julho de 2022                                                                             |
| 2022          | The Sandman                              | The Tabby Kitten                    | Dublagem                                                                                                  |
| 2022          | Sunday with Laura Kuenssberg             | Ele mesmo (jurado)                  | Exibição: 4 de setembro de 2022                                                                           |
| 2023–presente | Late Night Lycett                        | Apresentador                        | Temporada 1 (2023); Temporada 2, estreia (2024)                                                           |
| 2024          | Joe Lycett vs Sewage                     | Ele mesmo (Apresentador)            | Exibição: 20 de fevereiro de 2024                                                                         |
| 2024          | Sky Arts Awards                          | Ele mesmo (Apresentador)            | Exibição: 17 de setembro de 2024                                                                          |
| 2025          | Joe Lycett's United States of Birmingham | Ele mesmo (Apresentador)            | Série de três partes                                                                                      |
| 2025          | LOL: Last One Laughing UK                | Ele mesmo                           | Temporada 1 - participante                                                                                |

### DVDs stand-up
| Título                                                              | Data de lançamento     | Classificação BBFC |
| ------------------------------------------------------------------- | ---------------------- | ------------------ |
| Joe Lycett: That's The Way A-Ha A-Ha, Joe Lycett – Live             | 21 de novembro de 2016 | 15                 |
| Joe Lycett: I'm About to Lose Control And I Think Joe Lycett – Live | 26 de novembro de 2018 | 15                 |
| Joe Lycett: More, More, More! / How Do You Lycett? - Live           | 11 de novembro de 2022 | Sem classificação  |

### Livros
| Título                | Data de lançamento     |
| --------------------- | ---------------------- |
| Parsnips, Buttered    | 20 de outubro de 2016  |
| Joe Lycett's Art Hole | 21 de setembro de 2024 |